# Convenția de la Istanbul
Convenția de la Istanbul privind prevenirea și combaterea violenței împotriva femeilor și a violenței domestice reprezintă tratatul internațional adoptat de Consiliul Europei pe 11 mai 2011 care are ca scop prevenirea violenței, protecția victimelor și trimiterea în judecată a infractorilor. Convenția de la Istanbul sau Convenția Internațională pentru Combaterea Violenței împotriva Femeii și a Violenței Domestice stabilește că tolerarea și nepedepsirea unor acte de violență împotriva femeilor precum violul, violența domestică, hărțuirea sexuală, căsătoriile forțate sau sterilizarea forțată constituie încălcări ale drepturilor omului și forme de discriminare pe criteriul de gen. Femeile au dreptul de a trăi în siguranță atât în spațiul public cât și în cel privat, pe stradă sau la serviciu, cât și acasă.
Conform situației din martie 2019, 46 state au semnat-o și 35 de state (Albania, Andora, Austria, Belgia, Bosnia- Herțegovina, Cipru, Croația, Danemarca, Finlanda, Elveția, Estonia, Franța, Georgia, Germania, Grecia, Irlanda, Italia, Islanda, Luxemburg, Macedonia, Malta, Republica Moldova, Monaco, Muntenegru, Norvegia, Olanda, Polonia, Portugalia, România, San Marino, Serbia, Slovenia, Spania, Suedia) au ratificat-o. Ea a intrat în vigoare pe 1 august 2014. 
României a semnat Convenția de la Istanbul în iunie 2014, și a ratificat-o în anul 2016, Convenția intrând în vigoare în septembrie 2016. Pe 14 octombrie 2021, Republica Moldova a ratificat și ea Convenția de la Istanbul urmând a intra în vigoare în perioada următoare.
Este primul tratat internațional care conține o definiție a genului. Asta înseamnă că acum se recunoaște faptul  că femeile și bărbații nu sunt doar diferențiați din punct de vedere biologic, în femele și masculi, dar că există o categorie a genului, definită social, care le conferă femeilor și bărbaților roluri și comportamente specifice. 

## Conținutul Convenției
Preambulul amintește Convenția pentru Apărarea Drepturilor Omului și a Libertăților Fundamentale si Protocoalele sale, Carta Socială Europeană, Convenția Consiliului Europei privind lupta împotriva Traficului de Ființe Umane și Convenția Consiliului Europei pentru protecția copiilor împotriva Exploatării Sexuale și a Abuzului Sexual. Pune în evidență spiritul tratatelor internaționale despre drepturile omului.
Articolul 2 afirmă că această convenție se aplică pe timp de pace și în situații de conflict armat.
Articolul 3 definește termenul „violență împotriva femeilor” drept o încălcare a drepturilor omului și o formă de discriminare impotriva femeilor și va însemna toate acțiunile de violență de gen care rezultă în, sau care sunt probabile a rezulta în, vătămarea sau suferința fizică, sexuală, psihologică sau economică cauzată femeilor, inclusiv amenințările cu asemenea acțiuni, coerciția sau deprivarea arbitrară de libertate, indiferent dacă survine în public sau în viața privată.
Articolul 4, intitulat „Drepturi fundamentale, egalitate și nediscriminare” afirmă că implementarea dispozițiilor prezentei Convenții, în special măsurile de protejare a drepturilor victimelor, vor fi asigurate fără discriminare din orice motiv, cum ar fi sexul, genul, rasa, culoarea, limba, religia, politic sau altă opinie, origine națională sau socială, asocierea cu o minoritate națională, proprietatea, nașterea, orientarea sexuală, identitatea de gen, vârsta, starea sănătății, dizabilitatea, starea civilă, statutul de emigrant sau de refugiat, sau alt statut.
Teme importante ale Convenției includ prevenirea, protecția, urmărirea în justiție, crearea unui cadru legislativ adecvat și stabilirea unui mecanism de monitorizare. Convenția stabilește cerințele pentru guverne pentru buna funcționare a activității de prevenire, inclusiv formarea de profesioniști care sunt în contact cu victimele, colaborarea strânsă cu ONG-uri, implicarea mass-mediei și a sectorului privat în eradicarea tuturor stereotipurilor.
Odată cu ratificarea Convenției de la Istanbul, România trebuie să promoveze o serie de măsuri legislative ferme prin care să fie asigurată prevenția și combaterea adecvată a  fenomenului violenței împotriva femeilor, ca expresie specifică a inegalităților de gen, precum și o serie de armonizări în legislația cadru privind egalitatea de șanse între femei și bărbați.  
Această convenție încearcă să schimbe mentalitățile și sentimentele indivizilor și repezintă o chemare adresată societății, în special bărbaților și tinerilor pentru a-și modifica atitudinea. Astfel, acest instrument constituie o nouă invitație cu caracter oficial pentru egalitatea dintre femei și bărbați deoarece violența împotriva femeilor este adânc înrădăcinată în inegalitatea dintre femei și bărbați în cadrul societății și este perpetuată de o cultură a toleranței și a negării.

## Retragere
În data de 20 martie 2021, Turcia decide retragerea din convenție.

## Legături externe
- en Official Convention website
- en Convention text Arhivat în 23 septembrie 2015, la Wayback Machine.
- en Signatures and Ratifications